# Paul Duquaire
Paul Duquaire est un homme politique français né le 12 février 1859 à Lyon (Rhône) et mort le 14 mars 1932 à Lyon

## Biographie
Avocat, il est conseiller municipal de Lyon de 1908 à 1919, conseiller général du Rhône de 1904 à 1928 et sénateur du Rhône de 1920 à 1927, inscrit au groupe de la Gauche républicaine. Il s'intéresse particulièrement aux questions sociales, rapportant plusieurs textes relatifs aux accidents du travail.

## Hommages
Il existe une place Paul-Duquaire à Lyon.

## Sources
- « Paul Duquaire », dans le Dictionnaire des parlementaires français (1889-1940), sous la direction de Jean Jolly, PUF, 1960 [détail de l’édition]